# Risoluzione 1747 del Consiglio di sicurezza delle Nazioni Unite
La risoluzione 1747 del Consiglio di sicurezza delle Nazioni Unite è stata emanata per rafforzare le sanzioni contro l'Iran a causa del suo programma nucleare. La risoluzione fu adottata all'unanimità il 24 marzo 2007.
Nel giugno 2006, i cinque membri permanenti del Consiglio di sicurezza assieme alla Germania (il cosiddetto "club 5+1" dei negoziatori del nucleare iraniano) offrirono all'Iran un pacchetto di incentivi economici, incluso il trasferimento della tecnologia nucleare in campo civile, in cambio della rinuncia da parte di Teheran al suo discusso programma di arricchimento dell'uranio.
L'Iran non accettò questa offerta perché non la riteneva molto allettante e sostenne di avere l'inalienabile diritto di arricchire l'uranio per scopi pacifici. Per giustificare la sua posizione, l'Iran invocò l'accordo precedentemente concluso tra lo Shah Mohammad Reza Pahlavi e l'Occidente che riguardava Eurodif e Bushehr. Inoltre l'Iran riportò gli esempi della Corea del Nord e della Libia, dove gli accordi raggiunti e le promesse fatte non erano state mantenute. Come risposta, l'ONU emanò delle prime sanzioni con la risoluzione 1737 nel dicembre 2006 in quanto Teheran si rifiutava di sospendere il suo programma di arricchimento dell'uranio.
Nella risoluzione 1747, il Consiglio di Sicurezza decise di inasprire le sanzioni imposte all'Iran a causa della continua del suo programma nucleare. Decretò anche un bando sulla vendita di armi e incrementò il congelamento su attivi e patrimoni che era già in corso.

## Le ispezioni dell'AIEA
Accesso ai siti nucleari: secondo l'Agenzia internazionale per l'energia atomica (AIEA), l'Iran non ha chiarito del tutto lo scopo del suo programma e non ha permesso un accesso senza restrizioni ai suoi siti nucleari. Il programma era stato sviluppato da ormai 18 anni e una parte di esso senza la supervisione dell'AIEA. La situazione ha preoccupato l'AIEA e la Comunità internazionale. L'Iran ha sostenuto di aver concesso all'AIEA di accedere a tutti i siti nucleari, di propria volontà e più di ogni altra nazione, avendo firmato dei protocolli aggiuntivi del Trattato di non proliferazione nucleare (TNP).
Precedente sospensione dell'Iran: l'Iran ha affermato che un precedente accordo per sospendere l'arricchimento dell'uranio per due anni (firmato nel 2004) non aveva condotto a risultati tangibili per nessuna delle parti. L'Iran ha espresso interesse a rivelare più informazioni all'AIEA a causa delle continue minacce militari fatte dall'Occidente dal 2005. Successivamente, l'AIEA ha dichiarato di non poter stabilire se ci sono materiali o attività nucleari e lo ha riferito al Consiglio di Sicurezza.

## Contenuto della risoluzione

Bandiera dell'Organizzazione delle Nazioni Unite

I membri permanenti del Consiglio di Sicurezza, incluse Russia e Cina, hanno dichiarato la loro intenzione di impedire che l'Iran acquisisse armi di distruzione di massa per la sua retorica fortemente ostile verso l'Occidente e Israele a partire dalla rivoluzione iraniana.
Nel documento si ribadì che l'Iran dovesse seguire le richieste dell'AIEA. Inoltre la risoluzione impose restrizioni allo spostamento di individui che potessero essere coinvolti nella proliferazione nucleare iraniana; mise sotto embargo l'Iran per quanto riguardava il commercio diretto e indiretto di armi, navi da guerra, aerei, materiali necessari per l'uso bellico;  agli altri Stati di limitare notevolmente le loro forniture all'Iran di mezzi militari quali carri armati, navi da guerra, aerei, elicotteri, mezzi corazzati e missili; alle altre nazioni e alle loro imprese pubbliche e private fu inoltre chiesto di negare all'Iran aiuti in campo logistico per l'accumulo di armamenti, di non contribuire alle truppe iraniane, di non fornire assistenza tecnica e di cessare assistenza finanziaria, investimenti e brokering nell'industria bellica iraniana. Il documento chiedeva anche agli Stati e alle istituzioni finanziarie internazionali di non concedere assistenza finanziaria e prestiti alla Repubblica Islamica dell'Iran se non per scopi umanitari e di sviluppo. La risoluzione chiedeva inoltre la sorveglianza da parte degli altri Stati che queste misure fossero effettivamente attuate.
La risoluzione 1747 ha anche ribadito il desiderio di una soluzione diplomatica e negoziata che garantisse il programma nucleare solo per scopi pacifici, ha sottolineato la volontà della Comunità internazionale di lavorare positivamente per il raggiungimento di tale scopo. Il Consiglio di Sicurezza e l'Unione Europea auspicavano inoltre di poter raggiungere un accordo basato sul rispetto reciproco; il Consiglio di Sicurezza appoggiava il lavoro svolto dall'AIEA. Infine il Consiglio di sicurezza delle Nazioni Unite e l'Agenzia internazionale per l'energia atomica ribadivano il diritto dell'Iran di utilizzare la tecnologia nucleare per scopi pacifici in conformità al Trattato di non proliferazione nucleare (TNP).

## Altre posizioni internazionali

Bandiera dell'Iran

Posizione dell'Iran: l'Iran ha affermato di volere costruire una rete di impianti nucleari con una capacità di 20.000 MV entro il 2020. L'Iran ha ribadito il suo inalienabile diritto di sviluppare la tecnologia nucleare per scopi civili e pacifici entro i limiti del TNP per giustificare la propria posizione. L'Ayatollah ha stabilito in una fatwā che il possesso e l'impiego di armi nucleari è "anti-islamico". I dirigenti iraniani hanno insistito di non aver alcuna intenzione di produrre armi nucleari. Questo punto è stato fortemente contestato dall'Occidente dato che l'arricchimento di uranio è una tecnologia che può essere utilizzata sia per scopi civili che militari.
L'Iran ha rigettato le sanzioni e ha dichiarato di non voler sospendere il suo programma di arricchimento dell'uranio. Il ministro degli Esteri Manouchehr Mottaki ha comunicato al Consiglio di Sicurezza dopo il voto: "Il mondo deve sapere - e lo sa - che perfino le più aspre sanzioni politiche ed economiche o altre minacce sono troppo deboli per costringere la nazione iraniana a retrocedere dalle sue richieste legali e legittime. La sospensione non è un'opzione né una soluzione".
Posizione del Movimento dei Paesi non allineati: l'Iran ha ricordato al Consiglio di Sicurezza del supporto dei Paesi non allineati al suo programma nucleare civile e dell'opposizione del Movimento a ogni attacco contro l'Iran. Il Movimento ha inoltre fatto una dichiarazione che rappresenta 118 Paesi.

## Disarmo nucleare
L'Iran e le armi di distruzione di massa: nel 2007 l'Iran non era noto per il possesso di armi di distruzione di massa e aveva firmato trattati che ripudiavano il loro possesso, tra cui Convenzione per le armi biologiche, la Convenzione sulle armi chimiche e il Trattato di non proliferazione nucleare. Alcuni Paesi, tra cui gli USA, il Regno Unito e la Francia hanno accusato l'Iran di voler sviluppare clandestinamente armi nucleari. Tuttavia secondo molti osservatori, se anche il governo di Teheran stesse mirando a questo obiettivo, l'Iran sarebbe stato in grado di produrre una bomba atomica almeno dopo un periodo compreso tra i due e i sei anni.
L' "ipocrisia dell'Occidente": l'Iran ha affermato di non accettare le pressioni occidentali e ha accusato l'Occidente di "ipocrisia e di utilizzare due misure". L'Iran ha condannato i membri del Consiglio di Sicurezza di non aver utilizzato le stesse misure verso Paesi che sviluppavano vere e proprie armi di distruzione di massa, pur avendo firmato il TNP. Inoltre, nel marzo 2006, l'Iran ha deplorato la decisione dei Britannici di rinnovare il proprio sistema di missili nucleari Trident. L'Iran si è poi sentito gravemente minacciato dalle operazioni militari degli USA in Iraq, Afghanistan e Medio Oriente, ritenendo per gli Americani l'uso di armi nucleari non fosse del tutto fuori discussione come parte della Dottrina Bush e contro lo Statuto delle Nazioni Unite.
"Doppia misura": l'Iran ha accusato l'Occidente di usare favoritismi nei confronti di Israele. In particolare ha ritenuto ingiusto il fatto che Israele possedesse armi nucleari, che non aderisse al TNP e come trattasse i Palestinesi. Israele ha affermato di aver bisogno delle armi nucleari per assicurare la propria salvaguardia nel Medio Oriente, un'area storicamente ostile allo Stato Ebraico sin dalla sua indipendenza (1948).

## Sviluppi successivi

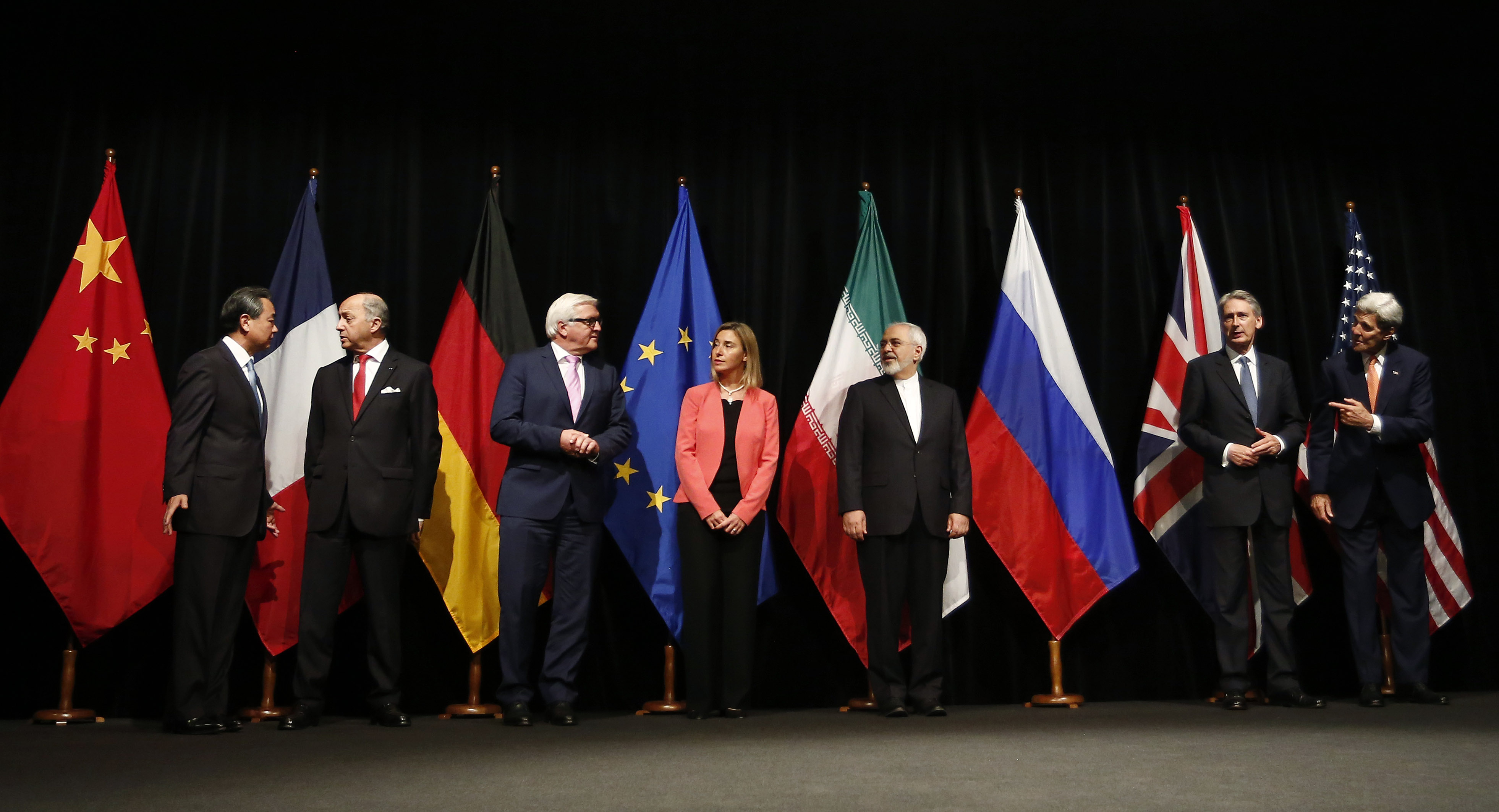
I ministri degli Esteri dell'Iran e del P5+1 e l'Alto rappresentante della Politica Estera Europea annunciano l'accordo a Vienna, 14 luglio 2015

A seguito dell'Accordo sul nucleare iraniano firmato a Vienna il 14 luglio 2015 tra l'Iran da una parte e i P5+1 (i Cinque membri permanenti del Consiglio di Sicurezza: Stati Uniti d'America, Francia, Regno Unito, Russia e Cina + Germania) e l'Unione europea dall'altra, l'Iran ha rinunciato alle sue riserve di uranio a medio arricchimento e ha tagliato del 98% le riserve di uranio a basso arricchimento e ridotto di due terzi le sue centrifughe a gas per tredici anni. Inoltre l'AIEA ha accesso a tutti gli impianti nucleari iraniani per impedire la proliferazione nucleare. In cambio l'Iran ha ottenuto la cessazione delle sanzioni imposte dalla risoluzione 1747, dagli USA e dall'UE.
Pertanto i termini previsti dalla risoluizione 1747 sono decaduti con la risoluzione 2231, concernente l'attuazione dell'accordo di Vienna.
Tuttavia, nel 2018, nonostante l'Iran non abbia mai violato l'accordo sul nucleare, gli Stati Uniti di Donald Trump stracciarono il trattato e imposero nuovamente le sanzioni. Tale decisione venne fortemente criticata dall'ONU e Unione Europea.